# Eugen IV.

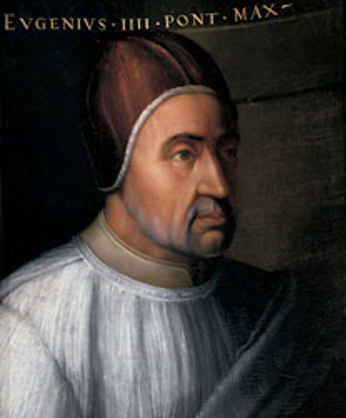
Eugen IV. (Porträt des Manieristen Cristofano dell’Altissimo nach einer Miniatur von Jean Fouquet)

Eugen IV. (* 1383 in Venedig; † 23. Februar 1447 in Rom), geboren als Gabriele Condulmer, war vom 3. März 1431 bis zu seinem Tod römisch-katholischer Papst. In sein Pontifikat fiel das Konzil von Basel, das mit dem abgespaltenen Konzil von Ferrara/Florenz bis 1449 dauern sollte und mit politischen Unruhen innerhalb der Kirche verbunden war.

## Leben
Gabriele Condulmaro (auch Condulmer) war der Sohn eines reichen Kaufmanns aus Venedig und über die mütterliche Familienlinie als Neffe ein Nepot von Papst Gregor XII. Früh trat er in das Kloster San Giorgio in Alga, seiner Heimatstadt, ein und wurde Augustiner-Chorherr. Im Jahr 1407 ernannte ihn sein päpstlicher Onkel zum Bischof von Siena, er konnte sich aufgrund seiner Jugend in dieser Position aber nicht etablieren. Bereits ein Jahr später, 1408, wurde er von ihm zum Kardinalpriester von San Clemente und damit zu einem von vier Kardinalnepoten ernannt.

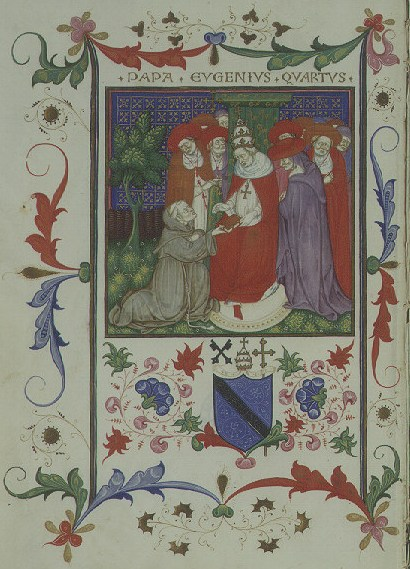
Eugen IV. in einer Darstellung um 1450 (Widmungsbild der Dialogi in Lactantium des Antonio da Rho)

Das Konklave in der Santa Maria sopra Minerva wählte ihn am 3. März 1431 in Rom zum neuen Papst. Am 11. März 1431 erfolgte seine Krönung in Alt-Sankt-Peter, dem Vorgängerbau der heutigen vatikanischen Peterskirche. Sein Pontifikat war gekennzeichnet von weltlichen und theologischen Kämpfen. So besaß er weder die untrügliche Entschlossenheit noch die souveräne Willenskraft, deren es bei den Problemen der Zeit bedurft hätte. Zwar ließ er am 23. Juli 1431 das von seinem Vorgänger berufene Konzil in Basel eröffnen. Statt sich jedoch der Arbeit des Konzils und seinen Reformen zu widmen, begann Eugen einen Krieg gegen die Colonna, die die Nepoten seines Vorgängers waren. Außerdem erklärte er die Versammlung in Basel am 18. Dezember 1431 für aufgelöst und berief achtzehn Monate später ein neues Konzil nach Bologna. Im Basler Konzil machte sich dadurch eine papstfeindliche Stimmung breit. Unterstützung fand das Konzil bei König Sigismund und den anderen weltlichen Mächten. Vom deutschen König beschützt, erklärte das Konzil in Anlehnung an das Konstanzer Dekret Haec sancta synodus die Oberhoheit der Konzile über den Papst für festgeschrieben. Unterstützt wurden die Konzilsteilnehmer von Nikolaus von Kues in seinem Werk De Concordia Catholica, obwohl dieser eigentlich einen Mittelweg zwischen extremem Papalismus und extremem Konziliarismus befürwortete. Doch im folgenden Kampf zwischen dem Papst und seinem Primat und der demokratischen Idee des Konziliarismus sollte der Papst letztendlich Sieger bleiben.

Papstwappen Eugens IV.

Gegen die Hussiten führte König Sigismund fünf Kreuzzüge. In allen wurde er vernichtend geschlagen. Doch dann spalteten sich die Hussiten in radikale Taboriten und gemäßigte Utraquisten. Die Utraquisten erreichten mit dem Konzil gegen den Willen Eugens einen Kompromiss. Am 31. Mai 1433 krönte er König Sigismund in Rom zum Kaiser. Am 30. November 1433 schlug das Konzil die auf Forderungen der Utraquisten beruhenden so genannten Kompaktaten (Verträge) vor. Am 15. Dezember 1433 erkannte der Papst auf Drängen von Kaiser Sigismund das Basler Konzil wieder als rechtmäßig an. Nachdem die Utraquisten die Taboriten, Gegner dieses Kompromisses, am 30. Mai 1434 in der Schlacht bei Lipan vernichtend geschlagen hatten, erkannten sie am 5. Juli 1436 auf dem Landtag von Iglau die Kompaktaten des Konzils und Kaiser Sigismund als König von Böhmen an. Dieses Ereignis gilt als die eigentliche Geburtsstunde der hussitischen Kirche.
Am 29. Mai 1434 musste Papst Eugen nach einer Revolte als Mönch verkleidet aus Rom fliehen. Auslöser dieser Revolte war sein Vorgehen gegen die Colonna und seine Haltung zum Konzil. Der Aufruhr wurde auch von Filippo Maria Visconti, einem erbitterten Feind des Papstes, geschürt. Der Papst ging für neun Jahre ins Exil nach Florenz. Dort ernannte er den ehemaligen Räuberhauptmann und Condottiere, Giovanni Vitelleschi zum Kardinal. Dieser errichtete in Rom eine Schreckensherrschaft und verwüstete dabei Latium. Der „geliebte Sohn“ des Papstes wurde Anfang April 1440 in der Engelsburg ermordet. Gegen jeden Verstoß gegen den Zölibat ging er unnachsichtig vor. Den Karmeliten Thomas Conecte ließ Eugen IV. 1433 oder 1434 foltern und verbrennen, als er sich gegen die Förderung Vitelleschis stellte.
Drei Jahre nach seiner Flucht aus Rom gab es neue Konflikte zwischen dem Papst und Rom. Die Auseinandersetzungen drehten sich um die Bemühungen des byzantinischen Kaisers Johannes VIII. um eine Einheit mit Rom. Dieser wähnte, durch die Einheit sein Kaiserreich, ein von den vordringenden Osmanen eingeschlossenes, zum Stadtstaat geschrumpftes Territorium, retten zu können. Das Konzil wollte nun den Papst ausstechen und begann vom Papst getrennte Verhandlungen mit Johannes. Als die Mehrheit des Konzils plante, die Beratungen nach Avignon zu verlegen – was ein erneutes französisches Papsttum bedeutet hätte –, verbündete sich der Papst mit einem Teil der Konzilsteilnehmer, der lieber eine italienische Stadt als Sitz des Konzils sehen wollte. Diese Gruppe war in der Minderheit und verließ das Basler Konzil am 7. März 1437. Am 9. Dezember 1437 starb Kaiser Sigismund und am 18. März 1438 wurde der Habsburger Albrecht II. zum deutschen König gewählt. Mit dem Tod Kaiser Sigismunds, der einen Bruch zwischen Papst und Konzil immer vermieden hatte, verlor das Konzil von Basel eine seiner wichtigsten Stützen. Handstreichartig berief der Papst am 30. Dezember 1437 ein eigenes Konzil nach Ferrara ein, unter dem Vorwand, das Basler Konzil verlegen zu wollen, und ließ es am 8. Januar 1438 eröffnen.
Nach einem Tauziehen um die byzantinische Delegation und dem Übertritt des Kardinallegaten Giuliano Cesarini und der stärksten geistigen Kraft des Basler Konzils, Nikolaus von Kues, auf die Seite des Papstes entschied sich Kaiser Johannes für Ferrara. Papst Eugen traf sich in Ferrara mit Patriarch Joseph II. Dies war das letzte Treffen eines Papstes mit einem östlichen Patriarchen bis ins 20. Jahrhundert (siehe Paul VI.).
Als Reaktion auf die Weigerung, das Konzil nach Avignon zu verlegen, erließ Frankreich am 7. Juli 1438 die Pragmatische Sanktion von Bourges, die das Konzil von Basel und den Konziliarismus unterstützte. Mit dieser Konvention wurde in Frankreich das Fundament für die Gallikanistischen Freiheiten geschaffen.
Nach der durch Geldnot bedingten Verlegung des päpstlichen Konzils nach Florenz am 16. Januar 1439 kam die bisher letzte Kirchenunion mit Byzanz zustande. 1052 Jahre nach dem Zweiten Konzil von Konstantinopel und vierzehn Jahre vor dem Untergang des Imperiums von Byzanz einigte man sich dabei auch über das filioque. Dazu wurde erneut der Vorrang der katholischen Kirche und ihres Oberhauptes betont. Die Gesandten des schwer von den osmanischen Türken bedrängten Kaisers Johannes VIII., der auf westliche Militärhilfe hoffte, stimmten dabei weitreichenden Forderungen nach Übernahme westlicher Bräuche und Glaubenslehren zu. So erfolgte am 6. Juli 1439 in der Hauptkirche von Florenz mit der Unterzeichnung des Dekretes Laetentur coeli der feierliche Abschluss der Union. Wie die Kirchenunion von 1274 auf dem 2. Konzil von Lyon und von 1369 hatte auch diese Union keine lange Dauer. Noch immer wurde sie vom byzantinischen Klerus wegen der von der westlichen Kirche auf dem Vierten Kreuzzug zu verantwortenden Gräueltaten strikt abgelehnt. Markus von Ephesus (Markus Eugenicus, Erzbischof von Ephesus) organisierte den kirchlichen Widerstand gegen die aufgezwungene Union und verweigerte seine Unterschrift. Die erhoffte Militärhilfe blieb ohnehin aus. Auf einer Synode in Jerusalem sprachen die östlichen Patriarchen das Anathema über die unierten Griechen aus und zwangen damit Kaiser Johannes dazu wieder zur Orthodoxie zurückzukehren. Die Erneuerung der Union durch Kaiser Konstantin XI., Bruder und 1448 Nachfolger von Kaiser Johannes, blieb bedeutungslos, da die Türken am 29. Mai 1453 die belagerte Stadt Konstantinopel einnahmen und dabei der letzte byzantinische Kaiser fiel. Viele Griechen machten den „Zorn Gottes“ über die falsche Union für die Eroberung verantwortlich. Deshalb wurde auch offiziell die Kirchenunion von Florenz 1484 wieder aufgelöst.
Die Einberufung des Konzils von Florenz beantwortete das Basler Konzil am 25. Juni 1439 mit der Absetzung des Papstes. Es erhob nun am 5. November 1439 Amadeus VIII., Herzog von Savoyen, als Felix V. zum bis heute letzten Gegenpapst der Geschichte.
In Neapel wurde am 2. Juni 1442 Alfons V. von Aragón nach seinem Sieg über die anderen Thronbewerber als Alfons I. König von Neapel. Am 28. September 1443 kehrte der Papst aus Florenz zurück nach Rom mit der Genugtuung, die monophysitischen und monotheletischen Armenier (12. November 1439) und die Jakobiten (4. Februar 1442 durch die Bulle Cantate Domino) wieder mit der katholischen Kirche vereint zu haben. In Rom wurden auch am 30. September 1444 und am 7. August 1445 die Nestorianer, Syrer, Chaldäer und Maroniten wieder vereint.
Eugen IV. starb am 23. Februar 1447. Bestattet wurde er zunächst in der Peterskirche am Vatikan. Beim Neubau der Kirche im 16. Jahrhundert gingen seine sterblichen Überreste verloren; Teile seines Grabdenkmals (Abb.) gelangten in die römische Kirche San Salvatore in Lauro. Zu seinem Nachfolger wurde Tommaso Parentucelli gewählt.
Trotz der unruhigen politischen Verhältnisse wurde Eugen IV. zu einem wichtigen Förderer von Architektur, Kunst und Wissenschaft. Er öffnete den päpstlichen Hof weiter für den Humanismus und die Frührenaissance. Die bereits von seinem Vorgänger Papst Martin V. begonnene städtebauliche Erneuerung Roms setzte er fort. Der Bildhauer Antonio Averlino, genannt Filarete, schuf für Eugen IV. eine monumentale Bronzetür, die noch heute das Hauptportal der Peterskirche in Rom ist. Für den päpstlichen Hof arbeiteten damals auch die Maler Antonio Pisanello, Jean Fouquet und Fra Angelico.

## Literarische Nachwirkung
Papst Eugen IV. und die katholisch-orthodoxe Kirchenunion von Florenz 1439 und deren Nachwirkungen werden in Barbara Goldsteins historischen Romanen Der vergessene Papst, Der Gottesschrein und Der Ring des Salomo beschrieben. Auch in dem 1981 posthum erschienenen historischen Roman Nuori Johannes des finnischen Autors Mika Waltari (die deutsche Übersetzung erschien im Jahre 2013 unter dem Titel Johannes Peregrinus) ist Papst Eugen IV. einer der Protagonisten. Der Roman enthält u. a. eine ausführliche belletristische Darstellung des Unionskonzils von Ferrara/Florenz.

## Film & TV
In der Miniserie Die Medici – Herrscher von Florenz von 2016 wird Eugen IV. vom britischen Schauspieler David Bamber verkörpert und in Hunyadi – Aufstieg zur Macht von 2024 durch den Italiener Giancarlo Giannini.